# Attaleinae
Attaleinae Drude è una sottotribù di piante della famiglia delle Arecacee (sottofamiglia Arecoideae,
tribù Cocoseae).

## Tassonomia
La sottotribù comprende i seguenti generi:
- Attalea Kunth (66 spp.)
- Beccariophoenix Jum. & H.Perrier (3 specie)
- Butia (Becc.) Becc. (22 spp.)
- Cocos L. (1 sp.)
- Jubaea Kunth (1 sp.)
- Jubaeopsis Becc. (1 sp.)
- Parajubaea Burret (3 spp.)
- Syagrus Mart. (67 spp.)
- Allagoptera Nees (6 spp.)
- Voanioala J.Dransf.  (1 sp.)